# Cho Min-kook
Cho Min-kook (en hangul, 조민국; en hanja, 曺 敏國; nacido en Seúl el 5 de julio de 1963) es un exfutbolista y actual entrenador surcoreano. Jugaba de defensa y su último club fue el Chuo Bohan de Japón. Actualmente no dirige a ningún equipo tras hacerlo interinamente en Daejeon Hana Citizen de la K League 2 de Corea del Sur.
Cho desarrolló la mayor parte de su carrera en F.C. Seoul, anteriormente conocido como Lucky-Goldstar Hwangso y LG Cheetahs. Además, fue internacional absoluto por la Selección de fútbol de Corea del Sur y disputó las Copas Mundiales de la FIFA de 1986 y 1990.

## Trayectoria

### Clubes como futbolista
| Club                                 | País          | Año         |
| ------------------------------------ | ------------- | ----------- |
| Lucky-Goldstar Hwangso / LG Cheetahs | Corea del Sur | 1986 - 1992 |
| Chuo Bohan                           | Japón         | 1993 - 1994 |

### Selección nacional como futbolista
| Selección | País          | Año         |
| --------- | ------------- | ----------- |
| Absoluta  | Corea del Sur | 1983 - 1991 |

### Clubes como entrenador
| Club                             | País          | Año         |
| -------------------------------- | ------------- | ----------- |
| Universidad de Dong-Eui          | Corea del Sur | 1998        |
| Universidad de Corea             | Corea del Sur | 1999 - 2008 |
| Ulsan Hyundai Mipo Dockyard      | Corea del Sur | 2009 - 2013 |
| Ulsan Hyundai                    | Corea del Sur | 2014        |
| Universidad de Cheongju          | Corea del Sur | 2015 - 2020 |
| Daejeon Hana Citizen (asistente) | Corea del Sur | 2020        |
| Daejeon Hana Citizen (interino)  | Corea del Sur | 2020        |

## Estadísticas

### Como futbolista

#### Clubes
| Club                   | Año           | Liga  | Liga  | Liga   | Copa de la Liga | Copa de la Liga | Copa de la Liga | Liga de Campeones de la AFC | Liga de Campeones de la AFC | Liga de Campeones de la AFC | Total | Total | Total  |
| Club                   | Año           | Part. | Goles | Asist. | Part.           | Goles           | Asist.          | Part.                       | Goles                       | Asist.                      | Part. | Goles | Asist. |
| ---------------------- | ------------- | ----- | ----- | ------ | --------------- | --------------- | --------------- | --------------------------- | --------------------------- | --------------------------- | ----- | ----- | ------ |
| Lucky-Goldstar Hwangso | 1986          | 10    | 5     | 0      | 2               | 0               | 2               | ?                           | ?                           | ?                           |       |       |        |
| Lucky-Goldstar Hwangso | 1987          | 19    | 0     | 0      | -               | -               | -               | ?                           | ?                           | ?                           |       |       |        |
| Lucky-Goldstar Hwangso | 1988          | 10    | 0     | 0      | -               | -               | -               | -                           | -                           | -                           | 10    | 0     | 0      |
| Lucky-Goldstar Hwangso | 1989          | 9     | 1     | 2      | -               | -               | -               | -                           | -                           | -                           | 9     | 1     | 2      |
| Lucky-Goldstar Hwangso | 1990          | 23    | 1     | 3      | -               | -               | -               | -                           | -                           | -                           | 23    | 1     | 3      |
| LG Cheetahs            | 1991          | 32    | 6     | 2      | -               | -               | -               | -                           | -                           | -                           | 32    | 6     | 2      |
| LG Cheetahs            | 1992          | 26    | 1     | 2      | 8               | 1               | 0               | -                           | -                           | -                           | 34    | 2     | 2      |
| Total carrera          | Total carrera | 129   | 14    | 9      | 10              | 1               | 2               |                             |                             |                             |       |       |        |

#### Selección nacional
Fuente:
| Selección de Corea del Sur | Selección de Corea del Sur | Selección de Corea del Sur |
| Año                        | Part.                      | Goles                      |
| -------------------------- | -------------------------- | -------------------------- |
| 1983                       | 4                          | 0                          |
| 1984                       | 0                          | 0                          |
| 1985                       | 8                          | 1                          |
| 1986                       | 9                          | 2                          |
| 1987                       | 0                          | 0                          |
| 1988                       | 7                          | 0                          |
| 1989                       | 7                          | 2                          |
| 1990                       | 1                          | 0                          |
| 1991                       | 6                          | 0                          |
| Total                      | 42                         | 5                          |

##### Goles internacionales
| No | Fecha                    | Sede      | Oponente | Gol   | Resultado | Competición                                        |
| -- | ------------------------ | --------- | -------- | ----- | --------- | -------------------------------------------------- |
| 1. | 19 de mayo de 1985       | Seúl      | Malasia  | 1 gol | 2-0       | Eliminatorias para la Copa Mundial de la FIFA 1986 |
| 2. | 16 de febrero de 1986    | Hong Kong | Paraguay | 1 gol | 1-3       | Lunar New Year Cup 1986                            |
| 3. | 28 de septiembre de 1986 | Seúl      | China    | 1 gol | 4-2       | Juegos Asiáticos de 1986                           |
| 4. | 25 de mayo de 1989       | Seúl      | Nepal    | 1 gol | 9-0       | Eliminatorias para la Copa Mundial de la FIFA 1990 |
| 5. | 5 de junio de 1989       | Singapur  | Malasia  | 1 gol | 3-0       | Eliminatorias para la Copa Mundial de la FIFA 1990 |

##### Participaciones en fases finales
| Torneo                         | Sede   | Resultado    | Partidos | Goles |
| ------------------------------ | ------ | ------------ | -------- | ----- |
| Copa Mundial de Fútbol de 1986 | México | Primera fase | 2        | 0     |
| Juegos Asiáticos de 1986       | Seúl   | Campeón      | —        | —     |
| Juegos Olímpicos de 1988       | Seúl   | Primera fase | 3        | 0     |
| Copa Asiática 1988             | Catar  | Subcampeón   | 5        | 0     |
| Copa Mundial de Fútbol de 1990 | Italia | Primera fase | 1        | 0     |

## Palmarés

### Como futbolista

#### Títulos nacionales
| Título                       | Club                   | País          | Año  |
| ---------------------------- | ---------------------- | ------------- | ---- |
| Campeonato Nacional de Corea | Lucky-Goldstar Hwangso | Corea del Sur | 1988 |
| K League 1                   | Lucky-Goldstar Hwangso | Corea del Sur | 1990 |

#### Títulos internacionales
| Título           | Club (*)      | Sede | Año  |
| ---------------- | ------------- | ---- | ---- |
| Juegos Asiáticos | Corea del Sur | Seúl | 1986 |

(*) Incluyendo la Selección

#### Distinciones individuales
| Distinción         | Año  |
| ------------------ | ---- |
| K League 1 Best XI | 1986 |

### Como entrenador

#### Títulos nacionales
| Título                 | Club                        | País          | Año  |
| ---------------------- | --------------------------- | ------------- | ---- |
| Liga Nacional de Corea | Ulsan Hyundai Mipo Dockyard | Corea del Sur | 2011 |
| Liga Nacional de Corea | Ulsan Hyundai Mipo Dockyard | Corea del Sur | 2013 |

#### Distinciones individuales
| Distinción                           | Año  |
| ------------------------------------ | ---- |
| Entrenador de Marzo de la K League 1 | 2014 |